# Pollichthys mauli
Pollichthys mauli is een straalvinnige vissensoort uit de familie van lichtvissen (Phosichthyidae). De wetenschappelijke naam van de soort is voor het eerst geldig gepubliceerd in 1953 door Max Poll.